# Walter Neuhaus
Pour les articles homonymes, voir Neuhaus.
Walter Neuhaus (né le 19 avril 1932 à Amphop et mort le 1er avril 2019)  est un homme politique allemand et membre du Landtag de Rhénanie-du-Nord-Westphalie.

## Biographie
Après avoir étudie à l'école primaire, l'école secondaire et l'école professionnelle et technique agricole, il travaille comme agriculteur.
Neuhaus est membre de la CDU depuis 1957. Il est actif dans de nombreux comités du parti, dont en tant que membre du comité de district de la CDU Sauer- / Siegerland. Il est juge honoraire au tribunal administratif supérieur de Münster.

## Parlementaire
Du 28 mai 1975 au 31 mai 1995, Neuhaus était membre du Landtag de Rhénanie-du-Nord-Westphalie. Il est élu lors de la huitième législature dans la 129e circonscription (Lüdenscheid II) et ensuite via la liste d'État de son parti.
Il est membre du conseil municipal de Hülscheid de 1961 à 1975, des conseils des arrondissements d'Altena, Lüdenscheid et La Marck de 1964 à 1994.

## Honneurs
- 1982: Chevalier de l'Ordre du Mérite de la République fédérale d'Allemagne
- 1991: Officier de l'Ordre du Mérite de la République fédérale d'Allemagne